# Goody Bag
Goody Bag – debiutancki minialbum izraelskiej piosenkarki Netty. Został wydany 25 czerwca 2020 roku za pośrednictwem Tedy Productions oraz BMG Rights Management. Zawiera on pięć singli wydanych w ciągu dwóch lat, w tym „Toy”, zwycięski utwór 63. Konkursu Piosenki Eurowizji.

## Tło i wydanie
We wrześniu 2017 roku Netta wystąpiła w HaKokhav HaBa, izraelskiej selekcji na Konkurs Piosenki Eurowizji wykonując utwór „Rude Boy” Rihanny. Po otrzymaniu 82% głosów awansowała do drugiego etapu konkursu, gdzie zaśpiewała singel „Hey Mama” Davida Guetty. W lutym 2018 roku wykonała „Wannabe” zespołu Spice Girls i choć przegrała pojedynek z Ricky Ben Ari, po wyłonieniu przez sędziów przeszła do kolejnego etapu. Ostatnią piosenką, którą Barzilai wykonał na konkursie, było połączenie „Gangnam Style” autorstwa Psy oraz „Tik Tok” Kesha. Po otrzymaniu 210 punktów od sędziów i publiczności, Barzilai zdobył pierwsze miejsce i prawo do reprezentowania Izraela w Eurowizji.
25 lutego 2018 roku poinformowano, że piosenka, którą Barzilai wykona na konkursie, nosi tytuł „Toy” i zostanie wykonana w języku angielskim, poza kilkoma frazami w języku hebrajskim. Piosenka została napisana i skomponowana przez Doron Medalie i Stav Beger. Stav Beger był także jej producentem. Utwór muzyczny został wydany 11 marca 2018 roku, a jego teledysk uzyskał ponad 20 milionów wyświetleń na dwa miesiące przed rozpoczęciem konkursu (obecnie posiada prawie 150 mln wyświetleń). 14 kwietnia 2018 roku Barzilai wykonała swoją piosenkę podczas Eurowision in Concert w Amsterdamie, największej imprezie promocyjnej Eurowizji.
8 maja 2018 roku Netta wzięła udział w pierwszym półfinale 63. Konkursu Piosenki Eurowizji, wygrywając go z 283 punktami i kwalifikując się do finału, który miał odbyć się 12 maja tego samego roku. W finale zajęła pierwsze miejsce w głosowaniu telefonicznym (głosowaniu widzów) oraz trzecie według jurorów konkursu, zdobywając w sumie 529 punktów i wygrywając konkurs przed cypryjską uczestniczką Eleni Foureirą.
Drugi singiel Netty pod tytułem „Bassa Sababa” został wydany 1 lutego 2019 roku przykuwając uwagę Pereza Hiltona i Jamesa Charlesa. 14 maja 2019 roku piosenkarka otworzyła oficjalnie 64. Konkurs Piosenki Eurowizji w Tel Awiwie kolejnym występem z utworem „Toy”. Cztery dni później w finałowej części konkursu wykonała swój trzeci singiel „Nana Banana”. 16 maja 2020 wykonała swój piąty singiel „Cuckoo” w Świetle dla Europy, programie telewizyjnym na żywo zorganizowanym jako zamiennik Konkursu Piosenki Eurowizji 2020, który został odwołany z powodu pandemii COVID-19. Teledysk do utworu muzycznego został wydany 12 czerwca 2020 roku, wtedy także Netta ogłosiła wydanie swojego minialbumu.

## Lista utworów
| Edycja standardowa | Edycja standardowa           | Edycja standardowa                                                                     | Edycja standardowa      | Edycja standardowa |
| Nr                 | Tytuł utworu                 | Autorzy                                                                                | Produkcja               | Długość            |
| ------------------ | ---------------------------- | -------------------------------------------------------------------------------------- | ----------------------- | ------------------ |
| 1.                 | „Toy”                        | Doron Medalie · Stav Beger · Netta Barzilai                                            | Beger                   | 3:00               |
| 2.                 | „Bassa Sababa”               | Avshalom Ariel · Beger · Barzilai                                                      | Beger                   | 2:58               |
| 3.                 | „Nana Banana”                | Nathan Goshen ·Beger · Barzilai                                                        | Beger                   | 3:04               |
| 4.                 | „Ricki Lake”                 | Brandi Nicole Flores · Chaz Jackson · Dashawn “Happie” White · Emily Vaughn · Barzilai | Tha Aristocrats · Ariel | 2:10               |
| 5.                 | „Cuckoo”                     | Bert Elliott · Krysta Marie Youngs · Barzilai                                          | J.R. Rotem · Elliott    | 3:07               |
| 6.                 | „Cuckoo (Music Box Version)” | Elliott · Youngs · Barzilai                                                            | J.R. RotemElliott       | 2:58               |
|                    |                              |                                                                                        |                         | 17:17              |

| Edycja explicit | Edycja explicit                         | Edycja explicit                                                                        | Edycja explicit         | Edycja explicit |
| Nr              | Tytuł utworu                            | Autorzy                                                                                | Produkcja               | Długość         |
| --------------- | --------------------------------------- | -------------------------------------------------------------------------------------- | ----------------------- | --------------- |
| 1.              | „Toy”                                   | Doron Medalie · Stav Beger · Netta Barzilai                                            | Beger                   | 3:00            |
| 2.              | „Bassa Sababa”                          | Avshalom Ariel · Beger · Barzilai                                                      | Beger                   | 2:58            |
| 3.              | „Nana Banana”                           | Nathan Goshen ·Beger · Barzilai                                                        | Beger                   | 3:04            |
| 4.              | „Ricki Lake [Explicit]”                 | Brandi Nicole Flores · Chaz Jackson · Dashawn “Happie” White · Emily Vaughn · Barzilai | Tha Aristocrats · Ariel | 2:10            |
| 5.              | „Cuckoo [Explicit]”                     | Bert Elliott · Krysta Marie Youngs · Barzilai                                          | J.R. Rotem · Elliott    | 3:13            |
| 6.              | „Cuckoo (Music Box Version) [Explicit]” | Elliott · Youngs · Barzilai                                                            | J.R. RotemElliott       | 3:12            |
|                 |                                         |                                                                                        |                         | 17:37           |

## Historia wydania
| Obszar     | Data            | Format                                | Wersja      | Wytwórnia              | Przypis |
| ---------- | --------------- | ------------------------------------- | ----------- | ---------------------- | ------- |
| Cały świat | 25 czerwca 2020 | MP3                                   | explicit    | BMG · Tedy Productions | [ 25 ]  |
| Cały świat | 25 czerwca 2020 | digital download · media strumieniowe | explicit    | BMG · Tedy Productions | [ 26 ]  |
| Cały świat | 25 czerwca 2020 | digital download · media strumieniowe | standardowa | BMG · Tedy Productions | [ 27 ]  |